# SAKA-SAMA
SAKA-SAMA（サカサマ）は、日本の女性アイドルグループ。TRASH-UP!! RECORDS所属。

## 概要
TRASH-UP!! RECORDSが初めて手がけるアイドルグループとして2016年結成。
「Lo-Fiドリームポップ・アイドル」を名乗るが、運営の屑山屑男（雑誌『TRASH-UP!!』編集長）とシマダマユミ（トラッシュ・アップ社長）は「コンセプトを作らない」という方針を掲げており、音楽ジャンルとしてのドリーム・ポップの楽曲は1曲のみで、特にジャンルを定めてはいない。

## 略歴
2016年
- 9月、メンバー募集開始[3]。
- 11月20日、TRASH-UP!!主催「遅れてゴメンネ! Vol.16」（神楽坂TRASH-UP!!）にて経験を積ませるため急遽出演[4]。
- 12月6日、公開オーディションを新宿LOFTで行う[注 1]。Dr.まひるんがオーディションに参加[5]。
- 12月7日、この日発売されたTRASH-UP! RECORDSのコンピレーション・アルバム『遅れてゴメンネ!』に「イッツ ア SAKA-SAMA ワールド」収録。
- 12月26日、「遅れてゴメンネ! Vol.23」（新宿Motion）にてお披露目。

2017年
- 2月3日、タワーレコード渋谷店で行われた南波一海のアイドル三十六房にDr.まひるんとシマダ社長[注 2]が出演。この日より始まった「三十六房市場」でCD-R「夏休み縦断の恋」を発売するが、（用意した枚数が少なすぎて）出演前に売り切れてしまう[6]。
- 3月19日、あいうえまし子が加入。
- 4月30日、四ツ葉かぐや脱退。
- 7月2日、春眠みこ加入。
- 9月3日、O'CHAWANZのしゅがーしゅららが期間限定で加入（O'CHAWANZと兼任）[7]。
- 12月5日、春眠みこ脱退[8]。
- 12月23日、猫田えね加入。
- 12月24日、しゅがーしゅららのSAKA-SAMA兼任終了[9]。
- 12月28日、「マサカサカサマ/真夜中のスケッチ」が南波一海のアイドル三十六房「三十六房 2017年 R-グランプリ」を受賞[10]。

2018年
- 2月28日、初の全国流通盤CD「夢のはてまでも」リリース[11]。
- 3月17日、初のワンマンライブ「イッツ ア SAKA-SAMAワールド」（TSUTAYA O-nest）開催[12]。
- 5月22日、猫田えね脱退。
- 6月15日、ミ米ミ・瀬戸まーな加入[13]。
- 8月9日、2ndワンマンライブ「イッツ ア SAKA-SAMA ワールド vol.2」（渋谷WWW）開催。つつみ・水野たまご加入[14]。
- 10月23日、AKIBAカルチャーズ劇場で初の定期公演開始（12月18日までの隔週火曜日開催）[15]。
- 11月14日、1stアルバム『It's A SAKA-SAMA World』リリース[15]。
- 12月27日、『It's A SAKA-SAMA World』が「三十六房 2018年 R-グランプリ」でアルバム部門グランプリを受賞[16]。

2019年
- 1月7日、AKIBAカルチャーズ劇場の定期公演が月曜に移動。
- 3月31日、つつみが卒業[17]。
- 4月29日、あいうえまし子脱退[18]。
- 6月23日、8月17日のワンマンライブをもって現体制での活動を終了することを発表。寿々木ここね以外のメンバーはグループ卒業とともにTRASH-UP!!との契約を終了する[19]。
- 7月14日、7月30日にZepp DiverCity (TOKYO)で開催される「大TRASH-UP!!まつり 2019 AqbiRecといっしょ！ 」に向けて、寿々木と朝倉みずほ・カイの3人で期間限定ユニット「お祭りトリオ」を結成[20]。
- 8月17日、「イッツ ア SAKA-SAMA ワールド vol.3」（SHIBUYA CYCLONE）をもってリーダーの寿々木ここねを除く4人が卒業すると共に、朝倉みずほ（ATOMIC MINISTRY）がサポートメンバーとして加入[21]。

2020年
- 8月19日、アルバム『DAYDREAM』リリース。
- 12月16日、2枚組アルバム『君が一番かっこいいじゃん』リリース[22]。

2022年
- 6月17日、寿々木ここね・朝倉みずほ2名体制でのラストアルバム『万祝』リリース[23]。
- 7月2日、SAKA-SAMA現体制ラストワンマンライブ「万祝」をもって朝倉みずほがサポートメンバーとしての活動を終了、TRASH-UP!!からも退所となった[24]。
- 8月19日、寿々木ここねが初のソロアルバム『FEVER』リリース。
- 10月10日、新メンバーとして朝比奈るの・芳賀えりこが加入することを発表[25]。

2023年
- 10月7日、朝比奈るのが卒業。寿々木ここね・芳賀えりこの2名体制となる。[26]。
- 10月21日、渋谷ロフトヘヴンにて芳賀えりこが期間限定ユニット『惑星通信社』メンバー参加を発表、10月27日、新宿LOFTにてデビューライブ開催。

2024年
- 7月28日、TRASH-UP!! RECORDS研修生・惑星通信社メンバーの福永しおり、岸辺みぎりが新メンバーに加入[27]。
- 11月11日リリースのハロー!プロジェクト楽曲のトリビュート・アルバム『シューティング スター』に「浮気なハニーパイ」（オリジナル：カントリー娘。に紺野と藤本（モーニング娘。））カバーで参加。

2025年
- 2月8日、新体制お披露目ライブにてダダダムズより夢野くるが移籍・加入[28]。
- 8月15日、寿々木ここねが結婚と第1子妊娠を発表[29]。

## メンバー
| 名前                        | 誕生日                | 血液型 | 備考 |
| --------------------------- | --------------------- | ------ | --- |
| 寿々木 ここね すずき ここね | 1999年3月13日（26歳） | B型    | リーダー、オリジナルメンバー 2025年8月15日、結婚と第1子妊娠を発表                                                      |
| 芳賀 えりこ はが えりこ     | 2002年2月10日（23歳） | B型    | ex.LoveLink、ex.icmworks.〜FANTASTiC*VISION〜i+chip=memory 2022年10月10日加入 期間限定ユニット・惑星通信社としても活動 |
| 福永 しおり ふくなが しおり | 8月8日                |        | 2024年7月28日加入 期間限定ユニット・惑星通信社としても活動                                                             |
| 岸辺 みぎり きしべ みぎり   |                       |        | 2024年7月28日加入 期間限定ユニット・惑星通信社としても活動                                                             |
| 夢野 くる ゆめの くる       | 2002年9月1日（22歳）  |        | ex.innes、ex.ダダダムズ 2025年2月8日加入 期間限定ユニット・惑星通信社としても活動                                      |

### 元メンバー
- 四ツ葉 かぐや（よつば かぐや）
  - オリジナルメンバー、2017年4月30日脱退
- 春眠 みこ（しゅんみん みこ）
  - 2017年7月2日加入、同年12月5日脱退
- しゅがーしゅらら
  - O'CHAWANZ兼任。期間限定メンバー（2017年9月3日 - 12月24日）
- 猫田 えね（ねこた えね）
  - 2017年12月23日加入、2018年5月22日脱退
  - 卒業後、2020年5月31日（正式加入は8月29日）ピューパ!!に加入（詩芽らみ）
- つつみ
  - 2018年8月9日加入、2019年3月31日卒業
  - 卒業後、2019年7月7日WILL-O'に加入（佐伯つみき）
- あいうえまし子（あいうえましこ）
  - 2017年3月19日加入、2019年4月29日脱退
  - 脱退後、2019年10月28日APOKALIPPPSに加入、2022年12月1日卒業
  - 2023年3月19日ダダダムズに加入（mashi）
  - ミスiD2020ファイナリスト
- Dr.まひるん（ドクターまひるん）
  - オリジナルメンバー、2019年8月17日卒業
  - 「すずめ園」に改名。2020年8月、出雲にっき（innes、元avandoned）と自由律俳句ユニット「ひだりききクラブ」結成
- ミ米ミ（みーまいみ） 
  - 2018年6月15日加入、2019年8月17日卒業
  - 2020年7月26日、室井ゆう（元エレクトリックリボン）とグデイ結成
- 瀬戸 まーな（せと まーな）
  - 2018年6月15日加入、2019年8月17日卒業
  - 卒業後、2019年11月15日avandonedに加入（音々ひるね）。avandoned解散後、2021年7月、re:miaw結成（ねねひるね）
- 水野 たまご（みずの たまご）
  - 2018年8月9日加入、2019年8月17日卒業
  - 卒業後、「山本栞」に改名。初代ミスSPA!グランプリ[30]
- 朝倉 みずほ (あさくら みずほ)
  - 2019年8月17日加入、2022年7月2日活動終了
  - ATOMIC MINSTRY兼任、元BELLRING少女ハート、THE 夏の魔物、THERE THERE THERES
- 朝比奈 るの（あさひな るの）
  - 2022年10月10日加入、2023年10月7日卒業
  - 6月9日生まれ
  - ex.校庭カメラガールツヴァイ、ex.O'CHAWANZ、ex.グーグールル〜あんちろちー

## 作品

### コンピレーション参加
| 作品名                | 発売日         | 収録曲           | 備考                                            |
| --------------------- | -------------- | ---------------- | ----------------------------------------------- |
| シューティング スター | 2024年11月11日 | 浮気なハニーパイ | ハロー!プロジェクト楽曲のトリビュート・アルバム |

## 出演

### ネットテレビ
- 南波一海のアイドル三十六房（タワレコTV）※2017年2月2日、10月5日、2018年2月1日、10月4日